# Blaise Piffaretti
Blaise Piffaretti (ur. 9 marca 1966 w Saint-Léonard) – szwajcarski piłkarz grający na pozycji defensywnego pomocnika. W swojej karierze rozegrał 23 mecze w reprezentacji Szwajcarii.

## Kariera piłkarska
Swoją karierę piłkarską Piffaretti rozpoczął w klubie FC Sion. W 1985 roku awansował do kadry pierwszego zespołu i w sezonie 1985/1986 zadebiutował w jego barwach w pierwszej lidze szwajcarskiej. W debiutanckim sezonie zdobył ze Sionem Puchar Szwajcarii. Kolejne sukcesy osiągnął w sezonie 1990/1991, gdy po raz drugi zdobył krajowy puchar oraz wywalczył wicemistrzostwo kraju. Natomiast w sezonie 1991/1992 został mistrzem Szwajcarii. W zespole Sionu grał do końca 1993 roku.
Na początku 1994 roku Piffaretti przeszedł do Neuchâtel Xamax. W zespole tym spędził półtora roku. W 1995 roku został zawodnikiem Lausanne Sports. W sezonach 1997/1998 i 1998/1999 dwukrotnie z rzędu zdobył z tym klubem Puchar Szwajcarii. W Lausanne Sports występował do 1999 roku.
Laem 1999 Piffaretti wrócił do FC Sion. W sezonie 1999/2000 awansował z nim z drugiej do pierwszej ligi. W sezonie 2001/2002 spadł ze Sionem do drugiej ligi, a po sezonie 2002/2003 zakończył swoją karierę.
| Sezon   | Klub            | Kraj       | Rozgrywki      | Mecze | Gole |
| ------- | --------------- | ---------- | -------------- | ----- | ---- |
| 1985/86 | FC Sion         | Szwajcaria | Nationalliga A | 24    | 2    |
| 1986/87 | FC Sion         | Szwajcaria | Nationalliga A | 5     | 0    |
| 1987/88 | FC Sion         | Szwajcaria | Nationalliga A | 35    | 4    |
| 1988/89 | FC Sion         | Szwajcaria | Nationalliga A | 36    | 3    |
| 1989/90 | FC Sion         | Szwajcaria | Nationalliga A | 35    | 1    |
| 1990/91 | FC Sion         | Szwajcaria | Nationalliga A | 34    | 1    |
| 1991/92 | FC Sion         | Szwajcaria | Nationalliga A | 33    | 3    |
| 1992/93 | FC Sion         | Szwajcaria | Nationalliga A | 32    | 1    |
| 1993/94 | FC Sion         | Szwajcaria | Nationalliga A | 11    | 2    |
| 1993/94 | Neuchâtel Xamax | Szwajcaria | Nationalliga A | 15    | 3    |
| 1994/95 | Neuchâtel Xamax | Szwajcaria | Nationalliga A | 34    | 2    |
| 1995/96 | Lausanne Sports | Szwajcaria | Nationalliga A | 29    | 1    |
| 1996/97 | Lausanne Sports | Szwajcaria | Nationalliga A | 32    | 0    |
| 1997/98 | Lausanne Sports | Szwajcaria | Nationalliga A | 35    | 3    |
| 1998/99 | Lausanne Sports | Szwajcaria | Nationalliga A | 29    | 0    |
| 1999/00 | FC Sion         | Szwajcaria | Nationalliga B | 34    | 0    |
| 2000/01 | FC Sion         | Szwajcaria | Nationalliga A | 34    | 1    |
| 2001/02 | FC Sion         | Szwajcaria | Nationalliga A | 32    | 1    |
| 2002/03 | FC Sion         | Szwajcaria | Nationalliga B | 18    | 0    |

## Kariera reprezentacyjna
W reprezentacji Szwajcarii Piffaretti zadebiutował 2 lutego 1988 w przegranym 1:2 meczu Tournoi de France 1988 z Francją, rozegranym w Tuluzie, gdy w 78. minucie zmienił Marcela Kollera. W swojej karierze grał w eliminacjach do MŚ 1990, do Euro 92 i eliminacjach do MŚ 1994. Od 1988 do 1996 roku rozegrał w kadrze narodowej 23 mecze.